# Los trapos sucios se lavan en casa
Los trapos sucios se lavan en casa es una película de comedia mexicana estrenada en 2021 dirigida por Diego Muñoz. Esta protagonizada por Giovanna Zacarias, Lisset y Arath de la Torre.

## Trama
Los trapos sucios se lavan en casa es una comedia que se desarrolla en la casa de los Ruíz Palacio, una familia adinerada mexicana donde Lupita y Toña trabajan como empleadas domésticas. Mientras la familia prepara un fin de semana en Las Vegas, las empleadas cansadas del incumplimiento de pagos y la falta de respeto de sus patrones, diseñan para ellos un plan muy diferente. Lo que nadie imagina es el gran secreto que esconde la familia.

## Producción
- Giovanna Zacarías como Lupita
- Lisset como Gloria
- Arath de la Torre como Fernando
- Amorita Rasgado como Toñita
- José Alonso
- Angélica Aragón
- Adriana Burgos como Señora casa de empeño
- Sofía de Llaca como Paula
- Matías del Castillo colo Daniel
- Ramón Medína como Irvin
- Mairen Muñoz como Amiga
- Salvador Pineda
- Arleth Terán como La Paca